# 이즈타가역
이즈타가역(일본어: 伊豆多賀駅、いずたがえき)은 일본 시즈오카현 아타미시 카미타가 에 있는 동일본여객철도 이토 선의 역이다. 상대식 승강장 2면 2선을 가진 역이다. 역번호는 JT 23.

## 역 구조
| 1 | ■ 이토선 | 하행 | 이토 · 이즈큐시모다 방면                                      |
| 2 | ■ 이토선 | 상행 | 아타미 · 도쿄 · 우쓰노미야 · 다카사키 방면 (우에노 도쿄 라인) |

## 인접역
| 동일본여객철도 이토선 | 동일본여객철도 이토선 | 동일본여객철도 이토선 |
| --------------------- | --------------------- | --------------------- |
| 기노미야 아타미 방면  | ■ 이토선              | 아지로 이토 방면      |